# Weymouth and Portland National Sailing Academy

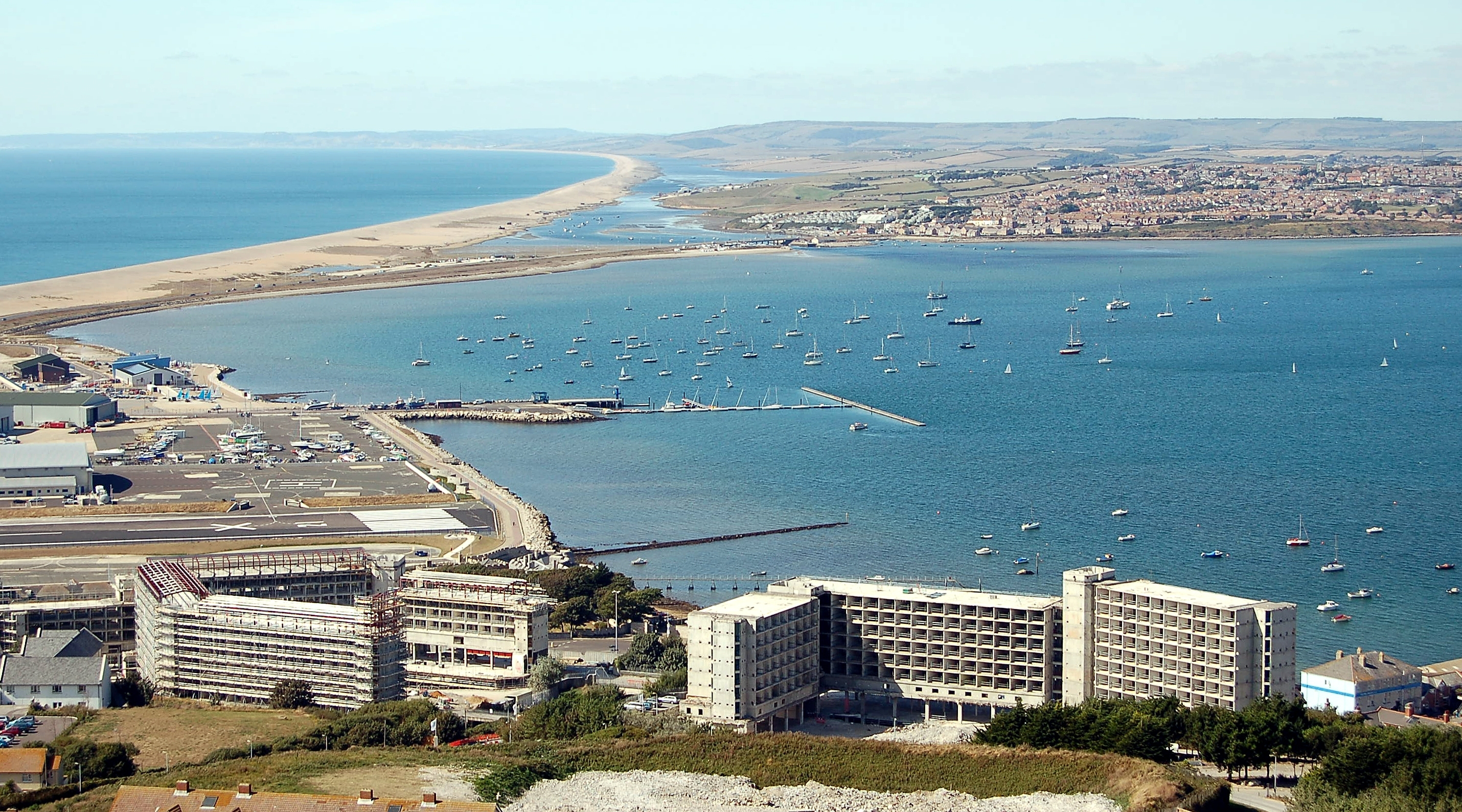
Barche a vela nel Porto di Portland, viste dalla Cittadella di Verne. La sede dell'accademia si trova all'estrema sinistra.

La Weymouth and Portland National Sailing Academy è un centro britannico per gli sport velistici di Isle of Portland, Dorset, sulla costa meridionale dell'Inghilterra. L'edificio dell'accademia si trova su Osprey Quay al limite settentrionale dell'isola, mentre i campi di regata principali sono le acque del Porto di Portland e la Baia di Weymouth. Sin dalla sua apertura nel 2000 l'impianto ha ospitato numerosi eventi locali e internazionali ed è stato la sede delle competizioni in occasione delle Olimpiadi e Paralimpiadi 2012.